# Agapetus rectigonopoda
Agapetus rectigonopoda là một loài Trichoptera trong họ Glossosomatidae. Chúng phân bố ở miền Cổ bắc.